# Jesse H. Metcalf
Jesse Houghton Metcalf, född 16 november 1860 i Providence, Rhode Island, död 9 oktober 1942 i Providence, Rhode Island, var en amerikansk republikansk politiker. Han representerade delstaten Rhode Island i USA:s senat 1924–1937.
Metcalfs far Jesse var en förmögen tillverkare av ylle och modern Helen Adelia Rowe Metcalf var med om att grunda Rhode Island School of Design. Metcalf studerade i Yorkshire i England. Han var sedan verksam inom textiltillverkningen.
Senator LeBaron B. Colt avled 1924 i ämbetet och efterträddes av Metcalf. Han var ordförande i senatens patentutskott 1926-1929. Metcalf besegrades i senatsvalet 1936 av demokraten Theodore F. Green.
Metcalf var unitarie. Hans grav finns på Swan Point Cemetery i Providence.